# 요광효
요광효(姚廣孝, 1335년 ~ 1418년)는 어렸을 때의 이름은 천희(天僖)인데 후에 광효라는 이름을 받았다. 승려로써의 법명은 도연(道衍)이고, 자는 사도(斯道) 또는 독암(獨闇)으로 그가 승려로써 거처하던 암자의 이름 또한 독암(獨菴)으로써 호를 독암노인(獨庵老人), 도허자(逃虛子)라 하였으며, 승려의 법명에 그의 속성(俗姓)인 요(姚)를 붙여서 요도연(姚道衍)이라고 하였다.
원(元)의 강절등처행중서성(江浙等處行中書省) 평강로(平江路) 장주현(長洲縣, 현 장쑤성 쑤저우 시) 출신으로 명(明)의 정치인이자 승려, 시인으로써 1399년, 연왕 주체(燕王 朱棣)가 일으킨 정난의 변에 가담해 모략을 짜서 연왕을 보좌해 그가 승리하도록 도왔다. 이후 승록사(僧錄司) 좌선세(左善世), 자선대부(資善大夫), 태자소사(太子少師) 등을 역임하였다.

## 생애

### 승려로써 출가
요광효는 대대로 장주(長洲)에서 의생(醫生)을 배출한 집안에서 태어났고, 14세에 머리를 깎고 승려가 되었으며, 천태(天台), 밀교(密教) 등을 배우고 최종적으로 선문(禪門)에 귀의해 임제종(臨濟宗)을 수지하고 법명을 도연(道衍), 호를 독암(獨庵)이라 하여 당시 사람들은 그를 독암도연선사(獨庵道衍禪師)라 칭하였다. 아울러 도사(道士) 석응진(席應眞)을 스승으로 그로부터 음양(陰陽), 점복(占卜) 등의 술법을 배우기도 했다. 『명사(明史)』 요광효열전에는 그가 일찍이 숭산사(嵩山寺)를 지나게 되었는데, 관상가 원홍(袁珙)이 그의 관상을 보고 "실로 기이한 승려로다! 눈은 삼각이고 생김새는 병든 범과 같고, 성정은 반드시 살륙하기를 좋아할 것이니, 이는 유병충(劉秉忠)과 같은 부류로구나!"라고 하였고, 도연은 이에 도리어 크게 기뻐하였다고 한다.

### 흑의재상(黑衣宰相)
명 홍무(洪武) 중기에 홍무제가 조를 내려 유교 경전에 통달한 승려들을 불러 예부에서 시험 보게 하였는데, 도연은 이때 관직을 받지 않았고, 홍무제는 그에게 승려의 가사를 하사하고 돌려보냈다.
홍무 15년에 황후 마씨가 붕어하고, 홍무제가 고승들을 뽑아 여러 친왕들을 시봉하며 불경을 읽어서 명복을 빌게 하였다. 이때 도연은 당시 좌선세(左善世)를 맡고 있던 종륵(宗泐)과는 동문으로써 서로 잘 알고 지냈는데, 도연은 이때 선발된 자리에서 연왕(燕王)으로서 훗날 황제가 될 주체(朱棣)와 만났고, 그와 이야기를 나누어 보고 서로 기뻐하였으며, 연왕에게 그를 따라 연 땅으로 들어갈 것을 청했고 연왕은 이를 허락하였다. 연왕의 번저가 있던 북평(北平)으로 온 도연은 북평의 경수사(慶壽寺)에 주지로 있으면서 요광효는 연왕부를 자주 비밀리에 드나들었고, 연왕과 비밀스러운 이야기를 많이 주고 받았다고 《명사》요광효열전은 전하고 있다.
홍무제가 붕어한 뒤, 황제로 즉위한 혜제(惠帝)가 친왕들이 거느리고 있던 번진에 대한 삭번(削藩)을 행했다. 주왕(周王), 상왕(湘王), 제왕(齊王), 대왕(代王) 및 민왕(岷王)이 저마다 죄에 연루되어 폐서인되거나 자결하기도 하는 등 정세가 험악해졌다. 도연은 이에 연왕 주체에게 은밀히 거사를 행할 것을 권했고, 연왕이 "민심이 모두 저 조정(혜제)을 지지하고 있는데 우리들이 그것을 무슨 수로 바꿀 수 있겠는가?"라고 묻자 도연은 "신하된 자로써 하늘의 도를 알았는데 어찌 민심이 어떤가를 토론하고 있겠습니까?"라고 대답했고, 이때 도연이 연왕에게 천거한 이들 가운데는 앞서 도연의 관상을 보았던 원홍이나 점치는 자 김충(金忠)도 있었다. 이에 연왕이 더욱 뜻을 정하게 되었다. 몰래 장교를 선발하고 병사들 가운데 재능이 있고 용감하고 유능한 자들을 모았다. 또한 연왕부의 번저는 옛 원의 궁터였는데, 도연은 후원에서 병사를 훈련시키면서 땅을 파서 지하에 공간을 만들고 두꺼운 담장을 둘러쳐서 그곳에서 밤낮으로 무기를 주조하면서, 주위에 오리와 거위를 많이 길러서 그 소리로 주조하는 소리를 감추게 하였다고 『명사』는 전하고 있다.
건문(建文) 원년 6월에 연부호위백호(燕府護衛百戶) 예량(倪諒)의 고변으로 연왕의 관교(官校)인 우량(于諒), 주탁(周鐸) 등이 체포되어 처벌되었다. 병부상서 제태(齊泰)는 북평도지휘(北平都指揮) 장신(張信)을 시켜 연왕을 체포하게 하였으나, 장신은 오히려 이 명령을 연왕에게 고해바쳤고, 연왕은 이를 계기로 거병을 결정하였다. 이때 연왕이 일으킨 군사의 이름을 정난지사(靖難之師) 즉 "어지러운 것을 잠잠케 하는 군사"로 하였으며, 거병 명분은 제태와 황자징(黃子澄)을 주벌한다는 데에 있었다. 이때 도연은 북평에 남아, 연왕의 아들로 훗날 홍희제로 즉위하게 되는 세자 주고치(朱高熾)를 보좌하며 그곳을 지켰다.
그 해 10월, 연왕이 대녕(大寧)을 공격하고 있을 때 이경륭(李景隆)이 이를 틈타 연왕부의 본거지인 북평을 포위했다. 도연은 몇 차례 이경륭의 공격에 잘 견디고 야간에도 장사를 보내 기습했다. 후에 연왕의 군사들이 돌아와 구원하자 안팎으로 협공해 크게 승리하였다. 이경륭과 평안(平安) 등은 전후로 패배하고 달아났다. 연왕은 곧장 제남(濟南)을 포위했으나 제남의 방어가 워낙 튼튼해 석 달을 공격하고도 이기지 못하였다. 이 소식을 들은 도연은 곧장 빠른 말을 통해 편지를 보내어, "군사들이 피로하였으니 서둘러 군사를 돌리셔야 한다"고 전했고, 연왕은 이에 군사를 돌려 돌아오다가 조정군의 성용(盛庸)에게 요격당해서 동창(東昌) 전투에서 대패하고 장옥(張玉)을 잃었다. 이때 연왕은 군사들을 좀 쉬게 해야 한다고 생각했고, 도연은 이에 적극적으로 전쟁을 준비하고 용맹한 군사를 더 모집해 성용을 패배시키고 또한 방소(房昭)가 지키고 있던 서수채(西水寨)를 부수었다.
이때 도연이 연왕에게 "다른 성읍을 함락시킬 필요 없이 곧장 경사(남경)로 내달려야 합니다. 경사의 군은 약하니 그 세가 반드시 한 번의 거사로 결정될 것입니다."라고 진언했고, 연왕은 그의 의견을 따라 비수(淝水), 영벽(靈璧)에서 여러 차례 조정군을 격파하고, 마침내 장강(양쯔 강)을 넘어 경사를 함락시켰다. 연왕은 황제로 즉위했고, 도연은 승록사좌선세(僧錄司左善世)로 제수되었다.
연왕이 번저에 있었을 때 그와 접촉하며 곁을 오가던 이들은 모두 무인이었는데, 도연만이 병사를 일으키기 위한 전략을 짰고, 또한 연왕이 산동(山東), 하북(河北)에서 3년 여를 움직이며 조정군과 일진일퇴를 벌이는 동안 군사의 진퇴, 전략 등이 도연에 의해 결정되었다. 때문에 도연은 한 번도 전투에 임해 지휘한 적이 없음에도 불구하고 연왕이 남경을 함락시킨 뒤에 논공에서 그 공이 제일이었다. 영락 2년 4월, 도연은 자선대부(資善大夫) 태자소사(太子少師)로 제배되었으며, 속성인 요(姚)씨 성을 회복하고 아울러 광효(廣孝)라는 이름을 하사받고 그 조부에게도 관직이 추증되었다.
이후 요광효는 영락 9년 『명태조실록(明太祖實錄)』의 중수 작업의 감수를 맡기도 하였으며 해진(解縉) 등과 함께 『영락대전(永樂大典)』을 찬수하기도 하였다. 영락제가 북경(北京)과 남경을 오가며 북쪽을 정벌하기에 이르렀을 때, 요광효는 모두 남경에 머무르면서 태자를 보좌하였고, 영락 5년 4월에 황태손이 출각(出閣)해서 태학으로 나아가자 요광효가 시독을 맡아 경전을 가르치기도 하였다.

### 만년
요광효는 만년에 이르러 『도여록(道餘錄)』이라는 책을 지어 당시 유학의 주류였던 정주성리학을 비판하였고, 이는 당시 사람들의 경멸을 샀다. 『명사』에 따르면 요광효가 고향으로 돌아가 친히 친구를 방문하고, 장주로 가서 자신의 누나를 찾아뵈었을 때, 요광효의 누나는 문을 닫아걸고 그를 만나주지 않았으며, 친구 왕빈(王賓)을 찾아갔을 때 왕빈은 그대로 달아나면서 멀리서 「못된 중놈, 야 이 못된 중놈아」라고 외쳤다. 이에 요광효가 다시 그의 누나를 만나러 갔으나 누나 또한 그를 욕하였다. 요광효는 자신과 가까웠던 옛 사람들의 태도에 배신감을 느끼고 낙담하였다고 한다.
영락 18년(1418년) 3월, 요광효는 이미 여든네 살의 고령으로 병이 중해져서 조정에 나아갈 수 없었고, 그가 주석했던 경수사에 머물렀다. 영락제는 자주 경수사에 행차해 요광효와 만나 서로 담소하기도 하였으며 아울러 금수호(金睡壺)를 하사하였다. 임종 직전 요광효는 영락제에게 박흡화상(溥洽和尙)의 금고를 풀어줄 것을 요청했고, 영락제는 이를 허락하였다. 박흡은 앞서 건문제의 주록승(主錄僧)을 지냈던 승려로, 남경이 함락되었을 때 '건문제가 승려로 변장하고 달아났고 박흡이 그를 숨겨주고 있다'는 소문이 있어 영락제가 박흡화상을 잡아 구금하고 급사중 호형(胡濙) 등을 시켜서 건문제의 행방을 추적하게 하였는데, 10여 년이 다 되도록 건문제의 행방을 찾을 수 없었고 박흡 또한 그 기간 동안 연금되어 있어야만 했던 것이다. 영락제가 박흡을 석방하고 이로부터 얼마 지나지 않은 3월 18일에 요광효는 북경의 경수사에서 세상을 떠났다. 영락제는 그가 세상을 떠났다는 소식을 듣고 이틀 동안 조회를 파하였으며, 아울러 승려의 예로써 장사지내게 하였는데, 백관으로써 조문하는 자가 매우 많았다고 한다. 또한 그를 추증하여 추성보국협모선력문신(推誠輔國協謀宣力文臣)  특진영록대부(特進榮祿大夫) 상주국(上柱國) 영국공(榮國公)이라 하고, 시호를 공정(恭靖)이라 하였다. 방산현(房山縣) 동북쪽에 장사지내게 하였으며, 이때 영락제 자신이 몸소 요광효의 신도비(神道碑)의 글을 써서 그 공을 기렸다. 또한 요광효의 양자인 요계(姚繼)에게 상보소경(尙寶少卿)의 관직을 주었다.
요광효가 세상을 떠난 경수사(대경수사)는 금 세종(金世宗) 대정(大定) 26년(1186년)에 처음 세워졌고, 원 왕조 때에 이르러 대경수사(大慶壽寺)라는 이름으로 개칭되었으며, 쿠빌라이 칸(원 세조)의 할아버지 칭기즈 칸의 명복을 비는 원찰로써 원 대덕 을사년(1305년)에 고려 충선왕이 불경을 시주하기도 했다고 한다. 명 왕조가 멸망한 뒤 청(淸) 건륭 29년(1764년)까지도 중건이 이루어졌다는 기록이 있으나, 청 왕조 말기에 쇠락하여 중화민국(中華民國) 시기에 이르면 대부분의 건축이 사라지고 쌍탑만이 남아 있었으며, 쌍탑도 현재는 남아있지 않다.

## 평가
영락 22년에 요광효를 아꼈던 영락제가 북방을 정벌하던 도중에 유목천(榆木川)에서 붕어하고, 태자가 뒤를 이어 즉위하였다. 요광효는 앞서 정난의 변 와중에 당시 세자였던 홍희제를 보좌하여 북평(北平)을 지키고 있었고，후에 태자소사(太子少師)의 직책에 임명되기도 했으며, 태자 시절의 홍희제를 보좌하여 남경에서 유수하며 감국하였던 적이 있어 홍희제 자신도 요광효에 대한 존숭이 두터웠다. 홍희제는 아버지의 뒤를 이어 황제가 된 뒤, 다시금 요광효에 대해 표창하였는데, 홍희(洪熙) 원년 3월 20일에 요광효가 세상을 떠난 지 7주기가 되는 해를 기려서 홍희제 자신이 몸소 제문을 짓고 그 아들(양자) 요계(姚繼)에게 주어 제를 올리게 했으며, 그 내용은 요광효가 조정에 공이 있다고 추켜세우는 동시에 요광효가 선황 영락제를 보좌한 것에 대해 “서로가 덕을 합하고 모의를 함께하여，큰 환란을 평정하고 큰 공을 이루었다”, “짐의 황고(皇考)이신 태종 문황제(太宗文皇帝)께서는 대성지덕(大聖之德)으로 하늘의 도를 따라 인간 세상의 뜻에 부응하신 분으로 다시금 사직을 안정케 하셨고 널리 사해의 땅을 진정케 하시며 태평의 시대를 세우는데 힘쓰셨으니, 이 또한 모두 경들에 의지해 마음을 합하고 힘을 함께 하며 대업을 이루기를 보좌한 것이다”, “고금(古今)에 두루 통하는 규범”，“살아서는 그 부귀를 함께 하였고 죽어서는 그 제향을 받는다”라고 호평하였으며, 다시금 요광효에게 소사산관훈작(少師散官勳爵)을 추증하고(시호는 예전과 같았다) 아울러 특별히 요광효를 영락제의 묘정에 배향하도록 하였다. 동아시아 왕조 국가에서 군주의 묘정에 배향된다는 것은 그의 공적에 대한 최고의 영예 가운데 하나였고, 요광효가 영락제를 도와 모신으로써 활약한 것을 기린 것이었다. 당시 명 태조(홍무제)와 명 태종(영락제) 두 황제의 묘정에 배향된 16위(位)의 배향 공신들을 통틀어 중산왕(中山王) 서달(徐達) 이하 모두가 무신(武臣)으로써 출사해 관직을 누린 이들이었고, 문신(文臣)으로써 공신의 반열에 올라 배향의 대상이 된 것은 요광효 한 사람 뿐이었다는 점에서 요광효라는 인물이 지니고 있었던 위상을 가늠해볼 수 있다.
홍희 원년에 소사(少師)가 더 추증되고, 영락제의 묘정에 배향되기도 하였다. 그러나 가정제 때 표문에서 「요광효는 성조께서 천하를 얻을 수 있게 보좌하였고 그 노고와 공렬이 두루 갖추어져 있다. 다만 돌이켜 보니 석씨(釋氏, 불교)의 무리를 연계시켜서 공신들과 함께 태묘에 배향하는 것은 조종(祖宗)을 숭경하는 뜻에 부합하지 못할까 두렵다.」며 요광효가 태묘에 배향되는 것에 대해 문제를 제기하였고, 이에 상서(尙書) 이시계(李時偕)와 대학사(大學士) 장총(張璁), 계악(桂萼) 등이 의논해 요광효의 위패를 태묘에서 빼어 그 제향을 대흥륭사(大興隆寺)로 이관하게 하고, 태상시(太常寺)에서 해마다 봄과 가을 두 번에 걸쳐 요광효에게 제사를 올리게 하는 것으로 바꾸어, 후에 가정제의 비준을 받기에 이르렀다.

## 인물
- 《명사》 요광효열전에는 요광효가 홍무제로부터 가사를 하사받고 돌아가는 길에 북고산에 이르러 옛 일을 회고하는 내용의 시를 지었는데, 동문인 종륵이 그가 지은 시를 보고 "이런 것이 어찌 석자(釋子, 승려)가 할 말이겠느냐"고 지적했고, 이에 도연은 웃으며 대답하지 않았다고 한다.[1]
- 연왕이 거병을 결정할 당시, 마침 폭우가 내려서 연왕부 지붕의 기왓장이 땅에 떨어졌다. 연왕이 이를 보고 놀라 떨었는데, 도연은 오히려 "이는 상서로운 징조입니다. 용이 날아올라 하늘에 이르면 뒤이어 비바람이 일며, 기와가 땅에 떨어졌으니 마땅히 황색(황제의 색깔) 기와로 바꾸어야 하지 않겠습니까?"라고 말했고, 이에 연왕은 거병을 실행에 옮겼다.[1]
- 당시 천하의 대학자로 불리던 방효유(方孝孺)를 구명하고자, 미리 연왕에게 "성이 함락되는 날에도 그는 반드시 항복하지 않으려 하겠지만, 그를 죽여서는 안 됩니다. 효유를 죽이게 되면 천하에 독서(글 읽는 사람 즉 지식인)의 씨가 마를 것입니다"라고 아뢰었다고 한다.[6] 그러나 요광효의 말대로 방효유는 연왕의 회유와 협박에도 그의 면전에서 '연 땅의 도적놈이 제위를 찬탈했다'(燕賊纂位)이라 욕하면서 "내 구족이 아니라 십족을 멸한다고 해도 내 뜻은 바뀌지 않는다"며 자신의 뜻을 굽히지 않았고, 결국 연왕은 방효유의 십족을 모두 몰살시켜 버렸다(이 방효유의 십족 몰살에 대해서는 반론도 있다).
- 영락제는 그와 이야기할 때면 꼭 '소사'(少師)라 부르고 이름을 부르지 않았다. 이는 그에 대한 경의를 드러낸 것이었다. 아울러 요광효에게 머리를 길러 환속할 것을 명했지만 요광효는 따르지 않았고, 저택과 궁인 두 명을 하사했지만 이 또한 받지 않고 늘 사찰에 거하면서 조정에 입궐할 때만 관복을 입고 물러나와서는 승려의 납의로 갈아입었다.[1] 그 뒤 소(蘇), 호(湖) 등의 땅으로 나가서 현지를 진휼하면서, 고향 장주에 도착했을 때는 앞서 자신이 하사받은 금과 비단을 모두 요씨의 종족(宗族)과 동향 사람들에게 나누어 주었다.[1]
- 연왕이 즉위한 뒤 요광효는 환관 정화(鄭和)에게 보살계를 주어 불제자로 삼고 법호를 복길상(福吉祥)이라 하였다.[7]

## 저술
청대 《사고전서》 집부 별집류에는 요광효의 저작을 모은 문집이라고 하는 《도허자집》(逃虛子集, 전11권)과 《유고보유》(類稿補遺, 전8권)이 소개되어 있는, 절강 범씨(浙江范氏) 집안의 개인 도서관인 천일각(天一閣)에 소장되어 있던 것으로 전하고 있다. 요광효의 문집은 처음에는 《독암집》(獨菴集)이라 하였던 것을 요광효 사후에 오(吳) 땅 사람이 그의 다른 시문을 마저 합각하여 새로 《도허자집》이라는 제목을 붙였고, 나아가 후대 사람들이 다시금 일실된 것을 수습하여 보유(補遺)라는 이름을 붙인 것이다.
《사고전서》에서는 "요광효의 시는 청신하고 완약하여 옛 정조를 많이 보존하고 있지만, 엄숭(嚴嵩)의 《검산당집》(鈐山堂集)과 함께 유학자들의 부끄러움으로 여겨져 왔다."고 평하며, 아울러 불교의 입장에서 정이와 주희를 비판한 《도여록》(道餘錄, 전2권)의 경우, 요광효와 생전에 친하게 알고 지냈던 장홍(張洪)조차도 《도여록》을 읽을 때마다 불로 태워 버렸다는 일화를 전하고 있다.

## 요광효가 등장하는 작품
중국(홍콩) 사극
- 중국 TV 드라마 《정화의 대항해》(원제: 郑和下西洋, 2009년) - 두위루(杜雨露)가 배역을 맡았다.
- 홍콩 TV 드라마 《홍무 32년》(원제:洪武三十二, 2011년) - 류장(劉江)이 배역을 맡았다.
- 중국 TV 드라마 《대명풍화》(원제: 大明風華, 2019년) - 리호한(李昊翰)이 배역을 맡았다.

한국 무협소설
- 일몽 《학사 장문인》
- 약선(若善) 《백룡의 비상》
- 서백호 《공전절후》
- 가온 《환도제》
- 날아오르기 《철혈의 제국》